# طرش (إسبانيا)
بلدية طُرُّش (بالإسبانية: Torrox) هي بلدية تقع في مقاطعة مالقة التابعة لمنطقة أندلوسيا جنوب إسبانيا.

## الديموغرافيا
بلغ عدد سكان بلدية طرش 17.859 نسمة عام 2011 (وفقاً للمعهد الوطني الإسباني للإحصاء).
| 11.869 | 11.919 | 12.341 | 13.964 | 15.616 | 16.890 | 17.859 |

## أعلام
- المنصور محمد إبن أبي عامر[11]
- راؤول باينا